# کاتسوهیسا هوکی
کاتسوهیسا هوکی (انگلیسی: Katsuhisa Hōki; ۳۰ اکتبر ۱۹۴۶ – ) بازیگر، و صداپیشه اهل ژاپن بود. وی از سال ۱۹۸۱ میلادی تاکنون مشغول فعالیت بوده‌است.